# 1533 Saimaa
1533 Saimaa è un asteroide della fascia principale del diametro medio di circa 26,13 km. Scoperto nel 1939, presenta un'orbita caratterizzata da un semiasse maggiore pari a 3,0123148 UA e da un'eccentricità di 0,0340252, inclinata di 10,69100° rispetto all'eclittica.
L'asteroide prende il nome dal lago finlandese di Saimaa.